# Щекавицьке кладовище
Щекави́цьке кладови́ще — некрополь у Києві на горі Щекавиця. Існувало з 1772 по 1950-ті роки. Містилося біля сучасної вулиці Олегівської.

## Історія
Кладовище було засновано в 1772 році на Щекавиці для поховання мешканців Подолу, після епідемії 1770 року, коли від чуми померло близько шести тисяч киян. У 1782 році тут збудовано кладовищенську Всіхсвятську церкву, навколо якої ховали визначних діячів магістрату.
На Щекавиці покоїлися композитор Артемій Ведель, архітектори Андрій Меленський та Михайло Іконников, історики Петро Лебединцев, Володимир Іконников. На кладовищі покояться представники відомих українських родів — Григоровичів-Барських, Балабухів, Максимовичів та інших. У ті часи Щекавицьке кладовище було центральним некрополем Києва.
Ще у 1900 році Міська управа ухвалила закрити кладовище. Поодинокі поховання тривали до 1928 року. Після цього воно поволі руйнувалося, частину його було пізніше зайнято військовим об'єктом.
У 1935 році в генеральний план забудови Києва був внесений пункт про перетворення багатьох київських пагорбів, у тому числі й гори Щекавиці, у міські зони відпочинку — парки. Тому церкву Всіх Святих та більшу частину кладовища, крім старообрядницької та мусульманської ділянок, тоді знесли.
Зараз від поховань не лишилося майже нічого; над місцем кладовища височіє металева радіовежа. На окремих ділянках із західного боку, між Лук'янівською вулицею та схилом гори, збереглася частина могил старообрядницького та мусульманського кладовищ.
На мусульманському кладовищі поховані місцеві татари.
У 2000 році біля мусульманського кладовища відкрита мечеть Ар-Рахма.

## Відомі особи, поховані на кладовищі
- Микола Балабуха — купець, київський міський голова в 1847–1851 роках.
- Артемій Ведель — композитор.
- Володимир Іконников — історик.
- Володимир Завітневич — ординарний професор Київської духовної академії.
- Павло Єлисєєв — купець, київський міський голова у 1837–1838 роках.
- Григорій Киселівський — останній київський війт у 1826–1834 роках.
- Петро Лебединцев — археолог.
- Феофан Лебединцев — журналіст.
- Андрій Меленський — архітектор.
- Петро Раєвський — письменник.
- Петро Стебницький — письменник, політичний та громадський діяч.
- Думитрашко Костянтин Данилович — український письменник, поет, автор слів пісні «Чорнії брови, карії очі»